# Droit d'outre-mer (Royaume-Uni)
Pour les autres articles nationaux ou selon les autres juridictions, voir Droit d'outre-mer.

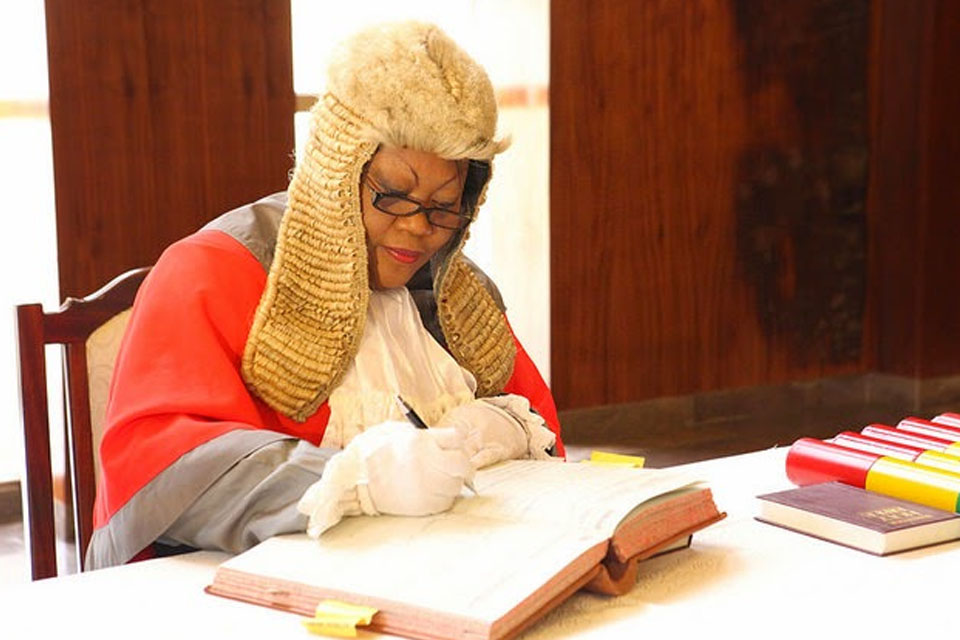
Mabel Agyemang, juge dans les Îles Turques-et-Caïques.

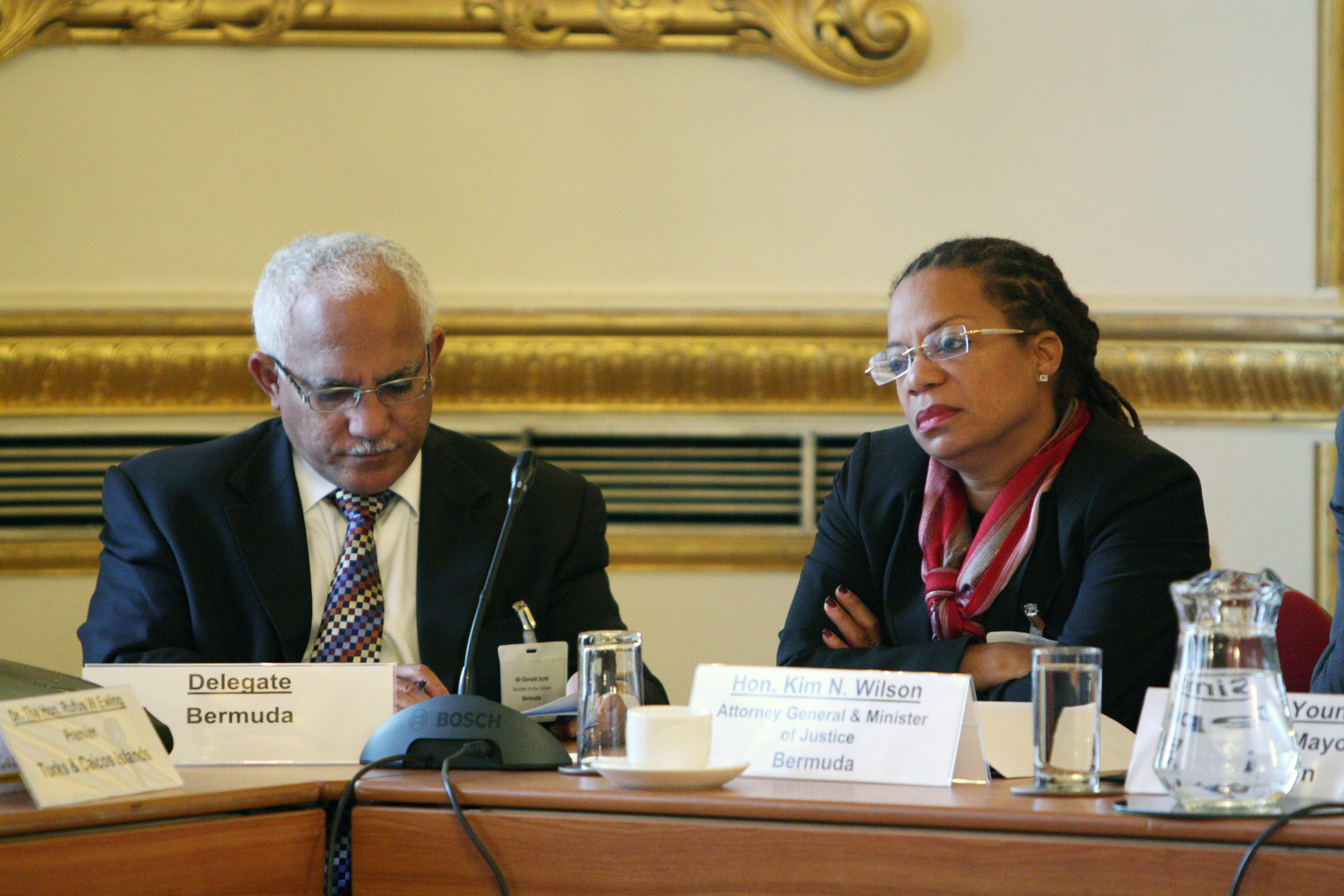
Kim Wilson, la ministre de la Justice des Bermudes en 2012.

Dans le contexte du Royaume-Uni, le droit d'outre-mer est un ensemble de législations et de pratiques juridiques spécifiques aux territoires britanniques d'outre-mer.

## Histoire
Le droit d'outre-mer britannique est une continuation directe du droit colonial impérial.

## Caractéristiques
Certains des outre-mers connaissent des exceptions légales qui en font des paradis fiscaux, par exemple les îles Caïmans.
Le traitement des demandeurs d'asile est une des principales questions des tribunaux d'outre-mer britanniques.
L'application de la Convention européenne des droits de l'homme est incertaine dans ces territoires.
Certains citoyens d'outre-mer n'ont pas le droit de vote.
Le Royaume-Uni n'y distribue aucune aide juridique.